# 森口尚史
森口尚史（1964年6月11日—）是日本医学研究員，東京大学医学部附属医院特任研究員。他宣稱從新型萬能細胞（iPS細胞）培育出心肌細胞，移植到6名嚴重心力衰竭病患進行治療，這是利用iPS細胞做的世界首次臨床應用案例。惟2012年讀賣新聞證實其為造假，東京大學解聘了森口尚史。

## 脚注
1. 1 2  『日經產業新聞』2010年4月1日「ハーバード大研究員森口尚史氏――ｉＰＳ細胞でがん治療（先端人）」
2. ↑  東京大学先端科学技術研究センター二十年史　第2章（PDF：1.89MB）p.115 的存檔，存档日期2013-05-26.